# Bartlow
Bartlow är en ort och civil parish i Storbritannien.   Den ligger i distriktet South Cambridgeshire i grevskapet Cambridgeshire i riksdelen England, i den sydöstra delen av landet, 70 km norr om huvudstaden London. Bartlow ligger 51 meter över havet och antalet invånare är 110.
Terrängen runt Bartlow är huvudsakligen platt. Bartlow ligger nere i en dal. Runt Bartlow är det ganska tätbefolkat, med 144 invånare per kvadratkilometer. Närmaste större samhälle är Cambridge, 18,5 km nordväst om Bartlow. Trakten runt Bartlow består till största delen av jordbruksmark.